# Selezioni giovanili della nazionale femminile di pallavolo della Serbia
Le selezioni giovanili della nazionale femminile di pallavolo della Serbia sono gestite dalla federazione pallavolistica della Serbia (OSSRB) e partecipano ai tornei pallavolistici internazionali per squadre nazionali femminili limitatamente a specifiche classi d'età.
Dal 1992 fino al 2003 hanno rappresentato la Repubblica Federale di Jugoslavia e dal 2003 al 2006 hanno rappresentato la Serbia e Montenegro.

## Under 22
La selezione nazionale under 22 rappresenta la Serbia nelle competizioni internazionali dove il limite di età è di 22 anni.
| Campionato europeo | Campionato europeo |
| Edizione           | Piazzamento        |
| ------------------ | ------------------ |
| 2024               | 2º posto           |

## Under 21
La selezione nazionale under 21 rappresenta la Serbia nelle competizioni internazionali dove il limite di età è di 21 anni.
| Campionato mondiale | Campionato mondiale |
| Edizione            | Piazzamento         |
| ------------------- | ------------------- |
| 2023                | 7º posto            |
| 2025                | 14º posto           |

| Campionato europeo | Campionato europeo |
| Edizione           | Piazzamento        |
| ------------------ | ------------------ |
| 2022               | 2º posto           |

## Under 20
La selezione nazionale under 20 rappresenta la Serbia nelle competizioni internazionali dove il limite di età è di 20 anni.
| Campionato mondiale | Campionato mondiale |
| Edizione            | Piazzamento         |
| ------------------- | ------------------- |
| 1977                | non esistente       |
| 1981                | non esistente       |
| 1985                | non esistente       |
| 1987                | non esistente       |
| 1989                | non esistente       |
| 1991                | non esistente       |
| 1993                | non qualificata     |
| 1995                | non qualificata     |
| 1997                | 9º posto            |
| 1999                | 9º posto            |
| 2001                | non qualificata     |
| 2003                | non qualificata     |
| 2005                | 2º posto            |
| 2007                | non qualificata     |
| 2009                | non qualificata     |
| 2011                | 13º posto           |
| 2013                | 7º posto            |
| 2015                | 5º posto            |
| 2017                | 10º posto           |
| 2019                | 9º posto            |
| 2021                | 2º posto            |

| Campionato europeo | Campionato europeo |
| Edizione           | Piazzamento        |
| ------------------ | ------------------ |
| 2024               | 7º posto           |

## Under 19
La selezione nazionale under 19 rappresenta la Serbia nelle competizioni internazionali dove il limite di età è di 19 anni.
| Campionato mondiale | Campionato mondiale |
| Edizione            | Piazzamento         |
| ------------------- | ------------------- |
| 2023                | 17º posto           |
| 2025                | 15º posto           |

| Festival olimpico estivo della gioventù europea | Festival olimpico estivo della gioventù europea |
| Edizione                                        | Piazzamento                                     |
| ----------------------------------------------- | ----------------------------------------------- |
| 2021                                            | 4º posto                                        |
| 2023                                            | non qualificata                                 |

| Campionato europeo | Campionato europeo |
| Edizione           | Piazzamento        |
| ------------------ | ------------------ |
| 1966               | non esistente      |
| 1969               | non esistente      |
| 1971               | non esistente      |
| 1973               | non esistente      |
| 1975               | non esistente      |
| 1977               | non esistente      |
| 1979               | non esistente      |
| 1982               | non esistente      |
| 1984               | non esistente      |
| 1986               | non esistente      |
| 1988               | non esistente      |
| 1990               | non esistente      |
| 1992               | non qualificata    |
| 1994               | non qualificata    |
| 1996               | non qualificata    |
| 1998               | 6º posto           |
| 2000               | non qualificata    |
| 2002               | non qualificata    |
| 2004               | 2º posto           |
| 2006               | 6º posto           |
| 2008               | 4º posto           |
| 2010               | 2º posto           |
| 2012               | 2º posto           |
| 2014               | 1º posto           |
| 2016               | 2º posto           |
| 2018               | 5º posto           |
| 2020               | 2º posto           |
| 2022               | 2º posto           |

## Under 18
La selezione nazionale under 18 rappresenta la Serbia nelle competizioni internazionali dove il limite di età è di 18 anni.
| Campionato mondiale | Campionato mondiale |
| Edizione            | Piazzamento         |
| ------------------- | ------------------- |
| 1989                | non esistente       |
| 1991                | non esistente       |
| 1993                | non qualificata     |
| 1995                | non qualificata     |
| 1997                | non qualificata     |
| 1999                | non qualificata     |
| 2001                | non qualificata     |
| 2003                | 9º posto            |
| 2005                | non qualificata     |
| 2007                | 4º posto            |
| 2009                | 2º posto            |
| 2011                | 3º posto            |
| 2013                | 6º posto            |
| 2015                | 5º posto            |
| 2017                | 13º posto           |
| 2019                | non qualificata     |
| 2021                | 4º posto            |

| Festival olimpico estivo della gioventù europea | Festival olimpico estivo della gioventù europea |
| Edizione                                        | Piazzamento                                     |
| ----------------------------------------------- | ----------------------------------------------- |
| 1991                                            | non esistente                                   |
| 1993                                            | ?                                               |
| 1995                                            | ?                                               |
| 1997                                            | ?                                               |
| 1999                                            | ?                                               |
| 2001                                            | non qualificata                                 |
| 2005                                            | non qualificata                                 |
| 2007                                            | 2º posto                                        |
| 2009                                            | 5º posto                                        |
| 2011                                            | 2º posto                                        |
| 2013                                            | 2º posto                                        |
| 2015                                            | 2º posto                                        |
| 2017                                            | 4º posto                                        |
| 2019                                            | non qualificata                                 |
| 2025                                            | non qualificata                                 |

| Campionato europeo | Campionato europeo |
| Edizione           | Piazzamento        |
| ------------------ | ------------------ |
| 1995               | non qualificata    |
| 1997               | non qualificata    |
| 1999               | non qualificata    |
| 2001               | non qualificata    |
| 2003               | 3º posto           |
| 2005               | 9º posto           |
| 2007               | 2º posto           |
| 2009               | 2º posto           |
| 2011               | 3º posto           |
| 2013               | 4º posto           |
| 2015               | 2º posto           |
| 2017               | 4º posto           |
| 2024               | 15º posto          |

## Under 17
La selezione nazionale under 17 rappresenta la Serbia nelle competizioni internazionali dove il limite di età è di 17 anni.
| Campionato europeo | Campionato europeo |
| Edizione           | Piazzamento        |
| ------------------ | ------------------ |
| 2018               | 9º posto           |
| 2020               | 3º posto           |
| 2022               | 4º posto           |
| 2023               | 11º posto          |

NB: Le edizioni dal 2018 al 2022 fanno capo all'attuale campionato under 18 mentre l'edizione 2023 all'attuale under 16.

## Under 16
La selezione nazionale under 16 rappresenta la Serbia nelle competizioni internazionali dove il limite di età è di 16 anni.
| Campionato europeo | Campionato europeo |
| Edizione           | Piazzamento        |
| ------------------ | ------------------ |
| 2017               | non qualificata    |
| 2019               | 6º posto           |
| 2021               | 5º posto           |
| 2025               | non qualificata    |